# Problém ukotvení symbolů
Problém ukotvení symbolů se týká otázky, kde slova (znaky, symboly) berou svůj význam a co tento význam vlastně je. Podle uznávané teorie, komputacionalismu, je poznání (myšlení) jen forma výpočtu. Výpočet je však opět formální manipulace se symboly. Ty jsou manipulovány podle pravidel, které jsou založeny na tvaru symbolů, nikoliv na jejich významu. Jak jsou tyto symboly (například slova v našich hlavách) připojeny k věci, ke které se vztahují?
Byl definován Stevanem Harnadem roku 1990.

## The symbol grounding problem
Pro lepší pochopení problému ukotvení symbolů si ukážeme následující dva příklady.

### Čínský pokoj
První pochází ze Searleova Argumentu čínského pokoje, ve kterém je problém ukotvení symbolů označen jako problém vlastního významu (intencionality): Searle vyzývá základní předpoklad symbolické umělé inteligence, že symbolický systém schopný generovat chování nerozlišitelné od chování člověka musí mít mysl. Více specificky, podle symbolické teorie mysli, pokud počítač může projít Turingův test a je schopen odpovědět na všechny řetězce čínských symbolů tak, jak by to udělal čínsky mluvící člověk - potom počítač rozumí významu čínských symbolů stejně, jako by jim rozuměl Číňan.
Je zřejmé, že kdokoliv, kdo neumí čínsky, by nerozuměl významu daných slov pouze na základě tvarů znaků a jejich umístění do řetězců - proto tento význam nepochopí ani počítač. Symboly a manipulace s nimi, která je založena na jejich tvaru spíš než na významu jsou systematicky interpretovatelné jako mající význam - to je nakonec to, co znamená systém symbolů podle této definice. Ale interpretace nebude přirozená symbolům samotným: bude parazitovat na faktu, že symboly mají význam pro nás úplně stejně tak, že význam symbolů v knize není přirozený, ale odvozený od významů v naší hlavě. Proto, pokud jsou významy symbolů v jejich systému spíš nepřirozené , než přirozené, potom to nejsou schopné modely pro významy v našich hlavách. Kognice tedy nemůže být jen manipulací se symboly.
Harnadův vlastní příklad problému ukotvení symbolů má dvě verze. Jednu těžkou a druhou nemožnou. Ta těžká je následující: Předpokládejme, že bychom se museli naučit čínštinu jako druhý jazyk a jediným zdrojem informací, který bychom měli k dispozici by byl čínsko/čínský slovník. Učení z tohoto slovníku by se dalo přirovnat k jízdě na kolotoči. Točili bychom se od jednoho symbolu bez vlastního významu k dalšímu, aniž bychom kdy zjistili, co který jeden symbol znamená.
Jediným důvodem, proč se zdá, že kryptologové jsou schopni uspět v něčem velmi podobném tomu, co je výše popsáno je, že jejich objevy jsou ukotveny v jejich mateřském jazyce a ve zkušenostech a vědomostech z okolního světa.
Druhá varianta našeho "čínského kolotoče" jde však ještě dál. Představte si, že byste se měli naučit čínsky jako svůj první jazyk a jediným zdrojem informací by byl opět čínsko/čínský slovník. Na této situaci si lze dobře představit, čemu je symbolický model mysli vystaven. Jak se kdy můžete dostat z neustálého točení od symbolu bez významu k symbolu bez významu? Toto je problém ukotvení symbolu.
Kandidát řešení Problému ukotvení symbolů je načrtnut následovně: Symbolická reprezentace musí být ukotvena zdola nahoru v nesymbolické reprezentaci dvou druhů: "ikonické" - což je analogie blízkých senzorických projekcí vnějších objektů a událostí a "kategorické" - to jsou naučené a vrozené schopnosti - detektory, které vybírají neměnné vlastnosti objektů a kategorie událostí z jejich smyslových projekcí.
Základní symboly jsou názvy objektů a kategorií událostí členských vztahů. Konekcionismus je přirozeným kandidátem pro mechanismus, který učí neměnné vlastnosti kategorických reprezentací tím, že přiřazuje názvy projekcím objektů, ke kterým mají nejblíže. Tímto způsobem můžeme chápat konekcionismus jako doplňující komponent v hybridním symbolicko/nesymbolickém modelu mysli, ne jako konkurenta čistě symbolického modelování. Takový hybridní model by neměl samostatný symbolický "modul", nicméně, symbolická funkce by se objevila jako přirozeně "přiřazený" systém symbolů, vyplývající z ukotvení názvů kategorií zdola nahoru ve smyslové reprezentaci. Manipulace se symboly by se neřídila jen libovolnými tvary znaků, ale nelibovolnými tvary neměnných ikon a kategorií ve kterých jsou ukotvené.

## Řešení problému
Možný kandidát na řešení je následující. Jde o hybridní symbolicko-nesymbolický systém, ve kterém jsou základní symboly ukotveny ve dvou typech nesymbolických reprezentací, které si z jejich blízkých sensorických projekcí vybírají vzdálené kategorie objektů, se kterými symboly souvisí. Většina prvků, z kterých je model tvořen, už byla navržena ostatními, ale teď budou dány pospolu specifickým způsobem, zdola nahoru.
Dvěma kandidáty na řešení našeho problému může být konekcionismus a symbolismus. Jejich silné stránky budou dány v našem hybridním modelu bok po boku. Pojďme se nyní podívat na behaviorální kapacity, které takovýto model musí generovat.

### Rozlišování a určování
Už víme, že lidé jsou schopní rozlišovat, manipulovat, určit a popsat objekty, události a stavy skutečnosti ve světě, který je obklopuje a také tvořit popisy a reagovat na popisy těchto objektů, událostí a stavů skutečnosti. Břemenem kognitivní teorie je nyní vysvětlit, jak lidé (nebo jiná zařízení) toto vše dělají.
Vezměme v úvahu symbol "kůň". Jsme schopni, vidíce více různých koní, je rozlišit a posoudit, kteří jsou si více podobní a jak moc si jsou podobní. Toto je rozlišování. Dále, při představě koně, ho spolehlivě můžeme koněm i nazvat, nepojmenujeme ho mulou, oslem, nebo kamenem. Toto je určení. Jaký typ vnitřní reprezentace by byl potřeba, pokud bychom chtěli vyvolat tyto dvě akce?

### Ikonická a kategorická reprezentace
Tak, jak to navrhuje tento model, schopnost rozlišovat vstupy závisí na utváření jejich "ikonických reprezentací". Ty jsou vnitřními analogickými převody projekcí vzdálených objektů na naši smyslové periferii. V případě koní, byly by analogy mnoha tvarů, které mohou koně vyvolat v našich sítnicích. Stejně/rozlišně bychom soudili na základě totožnosti nebo rozlišnosti ikonických reprezentací a posouzení podobnosti by probíhalo dle stupně shody.  Nejedná se o nějaký skrytý hlas v hlavě, který by nám říkal, co máme dělat; jednoduše jde o proces překrývání ikon a zaznamenávání stupně jejich podobnosti.
Potřebujeme tedy ikony koní, abychom koně mohli rozlišit. Ale co jejich určování? Rozlišování je nezávislé na určování. Můžeme rozlišovat věci aniž bychom věděli, co jsou. Dovolí mi ikona určit, identifikovat koně? Přesto, že tu jsou teorie, které věří, že ano, Harnad se snaží ukázat opak. Ve světě, kde by byly jasné, snadno rozpoznatelné přírodní nesouvislosti mezi všemi kategoriemi, které bychom kdy měli určit nebo roztřídit - svět, ve kterém by členy jedné kategorie nemohly být zaměněny s členy jiné - ikony by nemusely být určeny. Ale v našem nejasném světě, s nekonečnem zaměnitelných potenciálních kategorií jsou ikony nepoužitelné k určení, protože jich je příliš mnoho a slévají se jedna v druhou, což tvoří nekonečný problém identifikace. Ikony sensorických projekcí jsou příliš nejasné. Pro určení musí být ikony selektivně zredukovány na nevolitelné vlastnosti sensorických projekcí, které budou spolehlivě rozlišovat členy jedné kategorie od druhé. Říkejme výstupu tohoto detektoru vlastností jednotlivých kategorií "kategorická reprezentace". V některých případech mohou být tyto reprezentace vnitřní, ale většina těchto kategorií musí být nabyta vlastními zkušenostmi. Tedy, naše kategorická reprezentace koně je pravděpodobně naučená.
Víme, že obě reprezentace; ikonická i kategorická, jsou nesymbolické. Nejdřív jsou to analogické kopie sensorických projekcí věrně napodobující jejich tvar; později jsou to ikony, které byly vyselektovány tak, aby si zachovaly jen některé vlastnosti tvarů sensorických projekcí: takto se spolehlivě rozliší členové kategorie od nečlenů. Ale obě reprezentace jsou stále smyslové a nesymbolické. Není problém je připojit k objektům, které si vyberou: Jde o čistě náhodné spojení, založené na vztahu mezi vzdálenými objekty, blízkými smyslovými projekcemi a získanými vnitřními změnami, které vznikají na základě našich zkušeností s nimi. Není problém se sémantickou interpretací, nebo jestli je odůvodněná. Ikonická reprezentace už neznamená to samé jako záznam objektů na kameře. Samozřejmě obojí může být interpretováno jako mající, nesoucí význam, ale interpretace je rozhodně spíše odvozená, než přirozená.

### Symbolická reprezentace
Harnad říká, že pokud známe význam slova kůň a víme, co je pruh, tak pokud bychom spojili "kůň" + "pruhy" vznikne nám "zebra". A tak člověk, který má ukotvené tyto dva symboly, koně a pruhy, by měl bez váhání identifikovat zebru skrz tyto symboly, a to dokonce i kdyby ji nikdy předtím neviděl.
Pokud jednou máme ukotvený set základních symbolů zprostředkovaný systematikou názvů (a ikonických a kategorických reprezentací, které dávají obsah názvům a dovolují jim vybírat objekty které určují), zbytek řetězců symbolů přirozeného jazyka může být generován jen kompozicí symbolů a všechny budou dědit přirozené ukotvení ze symbolů základních. Proto schopnost popsání a kategorizování vedla přirozeně ke schopnosti popsat a odpovídat na popisy skrz symbolickou reprezentaci.

## Doplňující role konekcionismu
Problém ukotvení problémů popsal jeden důležitou mezeru: Nebyl navržen žádný mechanismus k vysvětlení, jak by všechny důležité kategorické reprezentace měly být formovány. Jak hybridní systém najde neměnné vlastnosti smyslových projekcí, díky kterým  je možné správně kategorizovat a určit jednotlivé objekty? Konekcionismus, se svým základním vzorcem učení se zdá být jako jeden z vhodných kandidátů. Ikony, spárované se zpětnou vazbou určující jejich názvy, by mohly být realizované konekcionistickou sítí, která by se učila identifikovat ikony správně ze vzorků různých jiných matoucích alternativ se kterými by se setkávala, přiřazujíc váhu jednotlivým vlastnostem a jejich kombinacím, kterými jsou spolehlivě propojeny s názvy, které sníží riziko špatné identifikace. Toto vede k redukci vlastností ikon na neměnné a jedinečné vlastnosti každé skupiny. Efektem propojení objektů a názvů by bylo spojení se sensorickými projekcemi a ikony by byly zprostředkovány konekcionistickou sítí.
V tomto hybridním systému není již žádná samostatná symbolická úroveň. Místo toho je tu přirozeně určený symbolický systém, jeho elementární symboly (názvy) propojeny s nesymbolickou reprezentací, která dovoluje vybírat objekty ke kterým odkazují skrz konekcionistickou síť. Ta získává neměnné vlastnosti jejich analogických smyslových projekcí.  